# Carrizalkardinal
Carrizalkardinal (Amaurospiza carrizalensis) är en nyligen beskriven fågelart i familjen kardinaler inom ordningen tättingar.

## Utseende och läte
Carrizalkardinalen är en liten och knubbig finkliknande fågel med tjock, grå näbb. Hanen är djupt blåsvart och honan brun. Båda könen är vita på undersidan av vingen. Sången består av en snabb melodi med fyra till sex toner, "pee PEEu pee PEEu peePEEuu". Arten liknar jakarinitangaran, men denna är mindre med mer konformad näbb. Även amazonkardinalen är lik, men är större med kraftigare näbb.

## Utbredning och systematik
Fågeln förekommer enbart i norra Venezuela (nedre Río Caroni i Bolivar). Vissa behandlar den numera som en del av arten bläckkardinal (A. moesta). Den beskrevs som ny art för vetenskapen så sent som 2003.

## Levnadssätt
Carrizalkardinalen är en dåligt känd fågel som hittas i undervegetation i taggig bambuskog. Där ses den mestadels i par.

## Status
IUCN kategoriserade arten tidigare som akut hotad, men inkluderar den numera i bläckkardinal (A. moesta), varför den inte längre placeras i någon hotkategori.

## Namn
Carrizal är en kommun i delstaten Miranda, Venezuela.